# 古澤蓮
古澤 蓮（ふるさわ れん、1980年11月7日 - ）は、日本の俳優、ナレーター。岐阜県出身。バスケットボール岐阜県選抜などの経歴を持つ。血液型はA型。身長172cm。柔らかいアニメ声が特徴的。俳優系を起用するナレーター作品も多い。
株式会社ウィーズカンパニー所属。

## 出演

### 映画
- 偶然にも最悪な少年
- 草の乱
- 釣りバカ日誌19 ようこそ!鈴木建設御一行様
- パルコフィクション
- プルコギ - 焼肉屋店員役

### テレビドラマ
- 月曜ゴールデン 「浅見光彦シリーズ25」（2008年） - 小山刑事 役
- 温泉へGo! 第44、45話 - 橋本弘幸 役
- 結婚式へ行こう! - 桐島健太 役
- こどもの事情 - 木村宏治 役
- 四つの嘘1話 - 救急隊員 役
- 都立水商!
- ホステス探偵危機一髪
- みこん六姉妹 - 夏野太陽 役
- 娼婦と淑女 - 久我山康助 役
- 警視庁継続捜査班 第4話 - 古川 役
- ハンチョウ〜神南署安積班〜シリーズ3 第11話 - 本庁の刑事 役
- 土曜時代劇 隠密八百八町 第5話 - 若い男 役
- 東野圭吾3週連続スペシャル・回廊亭殺人事件
- 京都南署鑑識ファイル6 - 相沢宏樹 役
- バラ色の聖戦 第5話 - 下村 役
- 秘密諜報員 エリカ 第4話 - 松井孝史 役
- 鉄道捜査官13 - 雨宮慎一郎 役
- 七人の敵がいる!〜ママたちのPTA奮闘記〜 - 玉野潤 役
- 捜査地図の女 第1話 - 津村健太 役
- 相棒 Season8（2010年） - 速水宏 役
- 刑事夫婦2 - 真田雅之 役
- 警視庁・捜査一課長（2018年） - 並河優大 役
- 将軍刑事（2018年） - 早坂哲郎 役
- 相棒 Season17（2019年） - 清田義久 役
- ケイジとケンジ〜所轄と地検の24時〜（2020年） - 加瀬沢太一 役
- 日曜プライム おかしな刑事23（2020年） - 江上啓太 役
- 最高のオバハン（2021年） - 小室敬 役
- 警視庁ひきこもり係（2021年8月5日、テレビ朝日） - 山岸凌平 役
- ゴシップ#彼女が知りたい本当の○○ 第1話（2022年1月6日、フジテレビ） - 松永大吾 役
- 警視庁強行犯係・樋口顕 Season2（2022年） - 村西慎吾 役
- 刑事7人 Season8（2022年） - 松宮真一 役
- 特捜9 season6 第3話（2023年） - 川崎斗真 役[1]
- ハヤブサ消防団 第1話（2023年） - 本田康男 役
- 警視庁追跡捜査係-交錯-（2023年8月7日） - 佐々木 役

### ウェブドラマ
- 17.3 about a sex　第8話（2020年10月22日、ABEMA） - 教師 役

### CM
- 太陽生命 - ナレーション
- 佐川急便 - ナレーション
- ミスター・ドーナツ

### 舞台
- 演劇ユニット東京スタイル「お伽童話西遊記」（2001年12月）古澤弘年 名義
- 劇団パラレルワールド「七福神物語〜セブンゴッドストーリー〜」（2002年3月）古澤弘年 名義
- 西部戦線異状なし
- 仕掛け屋本舗「地下道のメロディ」（2009年2月）